# Дървесен гол охлюв
Lehmannia marginata е вид коремоного от семейство Limacidae.

## Разпространение
Видът е разпространен в Чехия, Холандия, Словакия, Полша, Украйна, Великобритания, Ирландия, Норвегия и Испания.